# Behrouz Vossoughi
Behrouz Vossoughi (Iran, 11 maart 1938) is een Iraanse acteur, model en tv-presentator, met optredens in meer dan 90 films en toneelstukken. Hij heeft onder andere gewerkt voor televisie, radio en theater. Zijn werk leverde hem erkenning  op verschillende internationale filmfestivals, waaronder die voor Beste Acteur op het International Film Festival of India in 1974 en de Lifetime Achievement Award op het San Francisco International Film Festival in 2006 in de Verenigde Staten.

## Privéleven
Behrouz is geboren in Khoy, Iran. Hij verhuisde naar Teheran toen hij in zijn tienerjaren was. Hij heeft twee broers: Genghis Vossoughi en Shahrad Vossoughi en geen zussen.
Vossoughi was in de jaren zeventig kort getrouwd met de Iraanse zanger Googoosh.
Hij woont momenteel in San Rafael, Californië met zijn vrouw, Catherine Vossoughi in de verenigde staten.

## Carrière
Hij begon met acteren in films met Samuel Khachikian in Toofan dar Shahre Ma en Abbas Shabaviz's Gole gomshodeh (1962), en werd een grote ster als de held van het wraakdrama Qeysar (1969), geregisseerd door Masoud Kimiai. Vossoughi ontving voor deze rol de Best Actor Award op het Sepas Film Festival.
Hij werkte vervolgens samen met Kimiai aan nog vijf films, waaronder Dash Akol (1971). Zijn volgende samenwerking met Kimiai was The Deer (1974), waarin hij de rol van Seyed Rasoul speelde. Vossoughi's meest geprezen optreden was als Zar Mohamad, een boer op zoek naar gerechtigheid in Tangsir (1973), geregisseerd door Amir Naderi. In 1975 verscheen Vossoughi in The Beehive in de rol van Ebi. In 1978 werkte Vossoughi samen met Ali Hatami in een andere film, Sooteh-Delan. Hij was een van de eerste Iraniërs die te zien was in Amerikaanse en Europese coproducties, zoals Caravans (1978), samen met Anthony Quinn, Jennifer O'Neill en Michael Sarrazin. Hij verscheen ook in The Invincible Six (1970) met Curd Jürgens en Sphinx (1981) met Frank Langella en Lesley-Anne Down. In 2000, tijdens de prijsuitreiking van het San Francisco Film Festival, ontving Abbas Kiarostami de Akira Kurosawa-prijs voor levenslange prestatie in regie, maar gaf deze vervolgens aan Vossoughi voor zijn bijdrage aan de Iraanse cinema. Naast zijn acteercarrière was Vossoughi in 2012 een officiële festivaljury voor het Noor Iraans Film Festival. Hij is ook jurylid bij de Persian Talent Show.
Zijn bekendste filmwerken zijn toch wel Qeysar (1969), The Invincible Six (1970), Reza Motori (1970), Dash Akol (1971), Toughi (1971), Deshne (1972), Baluch (1972), Tangsir (1973), The Deer (1974), Zabih (1975), Mamal Amricayi (1975), Zabih, Kandoo (1975), Hamsafar (1975), Sooteh-Delan (1978), Caravans (1978) en Sphinx (1981).
Hij woont momenteel in San Rafael, Californië met zijn vrouw, Catherine Vossoughi.

## Filmografie

### Film
- Toofan Dar Shahre Ma (1958) - geregisseerd door Samuel Khachikian
- Gole gomshodeh (1962) - geregisseerd door Abbas Shabaviz
- De Honderd Kilo Bruidegom (1962) - geregisseerd door Abbas Shabaviz
- Een engel in mijn huis (1963) - geregisseerd door Aramis Aghamalian
- Gamine (1964) - geregisseerd door Aramis Aghamalian
- The Pleasures of Sin (1964) - geregisseerd door Siamak Yasemi
- The Bride of the Sea (1965) - geregisseerd door Arman
- Dozde Bank (1965) - geregisseerd door Esmail Koushan
- Hashem Khan (1966) - geregisseerd door Tony Zarindast
- Vandaag en morgen (1966) - geregisseerd door Abbas Shabaviz
- Twintig jaar wachten (1966) - geregisseerd door Mehdi Reisfirooz
- Khodaafez Teheran (1966) - geregisseerd door Samouel Khachikian
- Dalahoo (1967) - geregisseerd door Siamak Yasemi
- Zani Be Name Sharab (1967) - geregisseerd door Amir Shervan
- Vasvaseye sheitan (1967) - geregisseerd door Tony Zarindast
- Come Stranger (1968) - geregisseerd door Masoud Kimiai
- Tange Ejdeha (1968) - geregisseerd door Siamak Yasemi
- Red Plains (1968) - geregisseerd door Hekmat Aghanikyan
- Gerdabe Gonah (1968) - geregisseerd door Mehdi Reisfirooz
- Man ham gerye kardam (1968) - geregisseerd door Samouel Khachikian
- Hengameh (1968) - geregisseerd door Naser Mohammadi
- Dozd e Siahpoosh (1969) - geregisseerd door Amir Shervan
- Blue World (1969) - geregisseerd door Sabre Rahbar
- Qeysar (1969) - geregisseerd door Masoud Kimiai
- The Window ( Panjereh ) (1970) - geregisseerd door Jalal Moghadam
- Dore Donya Ba Jibe Khali (1970) - geregisseerd door Khosrow Parvizi
- The Invincible Six (1970) - geregisseerd door Jean Negulesco
- Reza Motorrijder ( Reza Motori ) (1970) - geregisseerd door Masoud Kimiai
- Houtduif ( Toghi ) (1970) - geregisseerd door Ali Hatami
- Leyli en Majnun (1971) - geregisseerd door Siamak Yasemi
- Dash Akol (1971) - geregisseerd door Masoud Kimiai
- Rashid (1971) - geregisseerd door Parviz Nouri
- Op de vlucht voor de Trap ( Farar az Taleh ) (1971) - geregisseerd door Jalal Moghadam
- Yek Mard O Yek Shahr (1971) - geregisseerd door Amir Shervan
- Baluch (1972) - geregisseerd door Masoud Kimiai
- The Dagger - geregisseerd door Fereydun Gole
- Gharibe (1972) - geregisseerd door Shapoor Gharibo
- De dolk (1972) - geregisseerd door Shapoor Gharib
- Khak (1972) - geregisseerd door Masoud Kimiai
- Gorg-e bizar (1973) - geregisseerd door Maziar Partow
- Tangsir (1973) - geregisseerd door Amir Naderi
- Het compromis (1974) - geregisseerd door Mohammad Motevaselani
- The Deer ( Gavaznha ) (1974) - geregisseerd door Masoud Kimiai
- Mamal Amricayi (1975) - geregisseerd door Shapoor Gharibo
- Zabih (1975) - geregisseerd door Mohammad Motevaselani
- The Beehive ( Kandoo ) (1975) - geregisseerd door Fereydun Gole
- Hamsafar (1975) - geregisseerd door Masoud Asadollahi
- Bot (1976) - geregisseerd door Iraj Ghaderi
- Botshekan (1976) - geregisseerd door Shapoor Gharibo
- Malakout (1976) - geregisseerd door Khosrow Haritash
- Huwelijksreis (1976) - geregisseerd door Fereydun Gole
- Sooteh-Delan (1978) - geregisseerd door Ali Hatami
- Kat in de kooi (1978) - geregisseerd door Tony Zarindast
- Caravans (1978) - geregisseerd door James Fargo
- Nafas-borideh (1980) - geregisseerd door Sirus Alvand
- Sphinx (1981) - geregisseerd door Franklin J. Schaffner
- Time Walker (1982) - geregisseerd door Tom Kennedy
- Ogen (1987) - geregisseerd door Schwann Mikels
- Terreur in Beverly Hills (1989) - geregisseerd door John Myhers
- Gesluierde dreiging (1990) - geregisseerd door Cyrus Nowrasteh
- The Crossing (1999) - geregisseerd door Nora Hoppe
- Broken Bridges (2004) - geregisseerd door Rafigh Pouya
- Zarin (2005) - geregisseerd door Shirin Neshato
- Sepas (2011) - geregisseerd door Saeid Khoze
- Houd de vlucht in gedachten (2012) - geregisseerd door Saeid Khoze
- Rhino Season (2012) - geregisseerd door Bahman Ghobadi[8]

### Tv-series
- Falcon Crest (1981) - geregisseerd door Reza Badiyi
- Nachtegalen (1989) - geregisseerd door Reza Badiyi

## Prijzen
- Winnaar Statue Sepas voor Beste Acteur Sepas Film Festival - 1969
- Winnaar Statue Sepas voor Beste Acteur Sepas Film Festival - 1970
- Genomineerd Standbeeld Sepas voor Beste Acteur Sepas Film Festival - 1971
- Erediploma voor Beste Acteur Tashkent International Film Forum - 1972
- Prijs voor beste acteur Internationaal Filmfestival van India - 1974
- Winnaar Winged Goat Award voor Beste Acteur Teheran International Film Festival - 1974
- Genomineerd Winged Goat Award voor Beste Acteur Teheran International Film Festival - 1975
- Genomineerd Winged Goat Award voor Beste Acteur Teheran International Film Festival - 1977
- Akira Kurosawa Award Internationaal filmfestival van San Francisco - 2000
- Lifetime Achievement Award San Francisco International Film Festival - 2006
- Lifetime Achievement Award Thessaloniki International Film Festival – 2012
- Special Achievement Award Tokyo Filmex – 2012
- Winnaar van het hart van mensen, gepresenteerd door een hart, van een gehandicapte Iraans-Amerikaanse ex-militair van het Amerikaanse leger uit Berkeley, Californië - 14 januari 2017